# فال بيرد
فال بيرد (بالإنجليزية: Val Bird)‏ هو سياسي أسترالي، ولد في 14 مايو 1928 في إنغهام في أستراليا، وتوفي في 19 أغسطس 2005 في غولد كوست في أستراليا. حزبياً، نشط في الحزب الوطني الأسترالي في كوينزلاند ‏. وقد انتخب عضو المجلس التشريعي ولاية كوينزلاند.